# Kitasta paprat
Kitasta paprat (lijevasta paprat, stela, smeđa stela; lat. Matteuccia), rod listopadnih paprati iz porodice Onocleaceae, dio reda osladolike. Jedina vrsta je M. struthiopteris iz biogeografskog područja holarktika (uključuje i Hrvatsku ,gdje je vrsta nazivana i smeđa stela) sa dvije podvrste

## Podvrste
- Matteuccia struthiopteris subsp. struthiopteris, ima 2 varijeteta
- Matteuccia struthiopteris subsp. sinuata (Thunb.) Á.Löve & D.Löve; japanski endem

## Sinonimi
- Pteretis Raf. (nom. rej.)
- Pterilis Raf. (err. pro Pteretis)
- Struthiopteris Willd.

## Galerija
- M. struthiopteris
- M. struthiopteris
- M. struthiopteris
- M. struthiopteris

## Vanjske poveznice
|  | Zajednički poslužitelj ima još gradiva o temi Matteuccia |
|  | Wikivrste imaju podatke o taksonu Matteuccia             |